# Parcul Carol

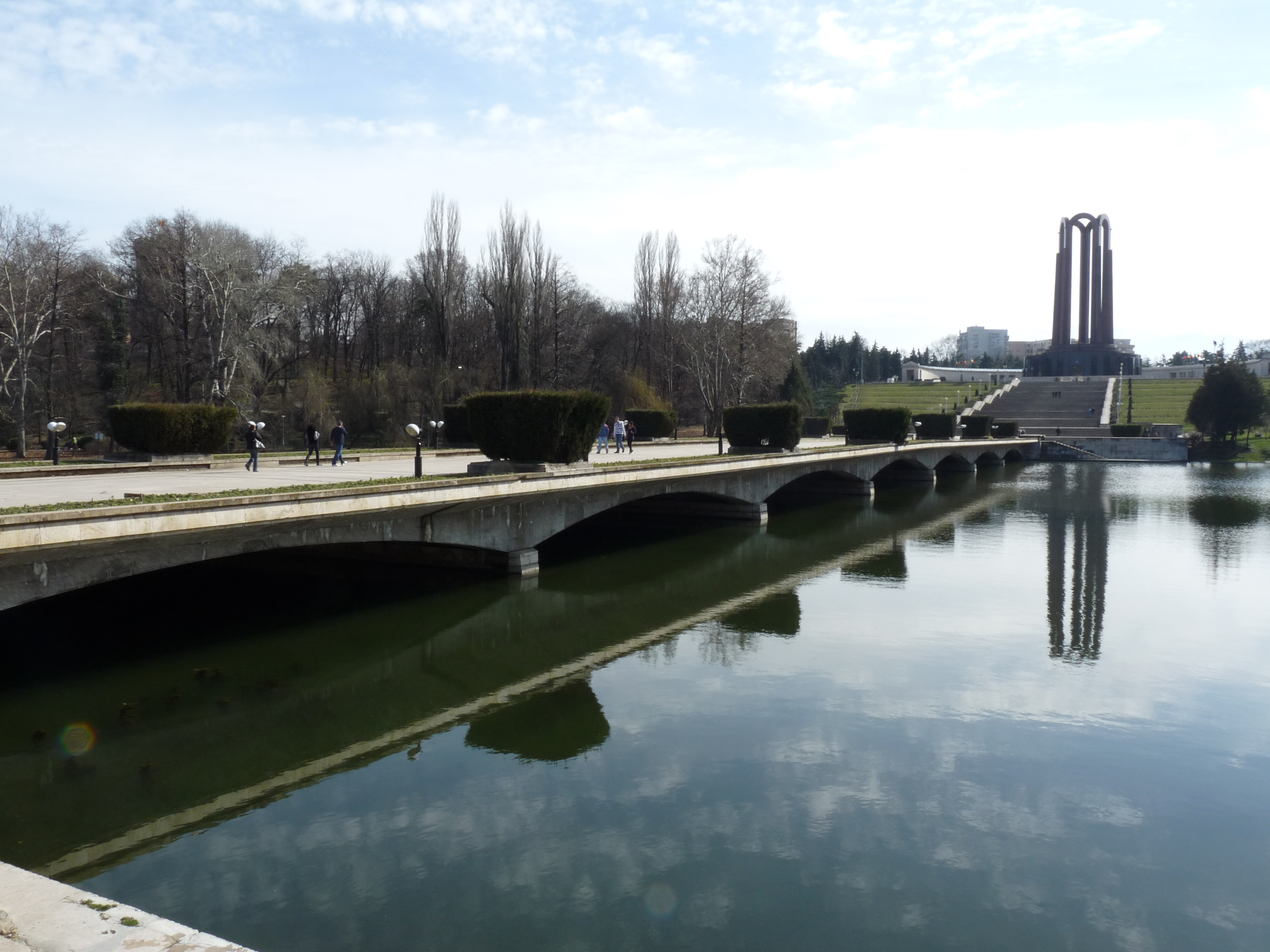
Parcul Carol

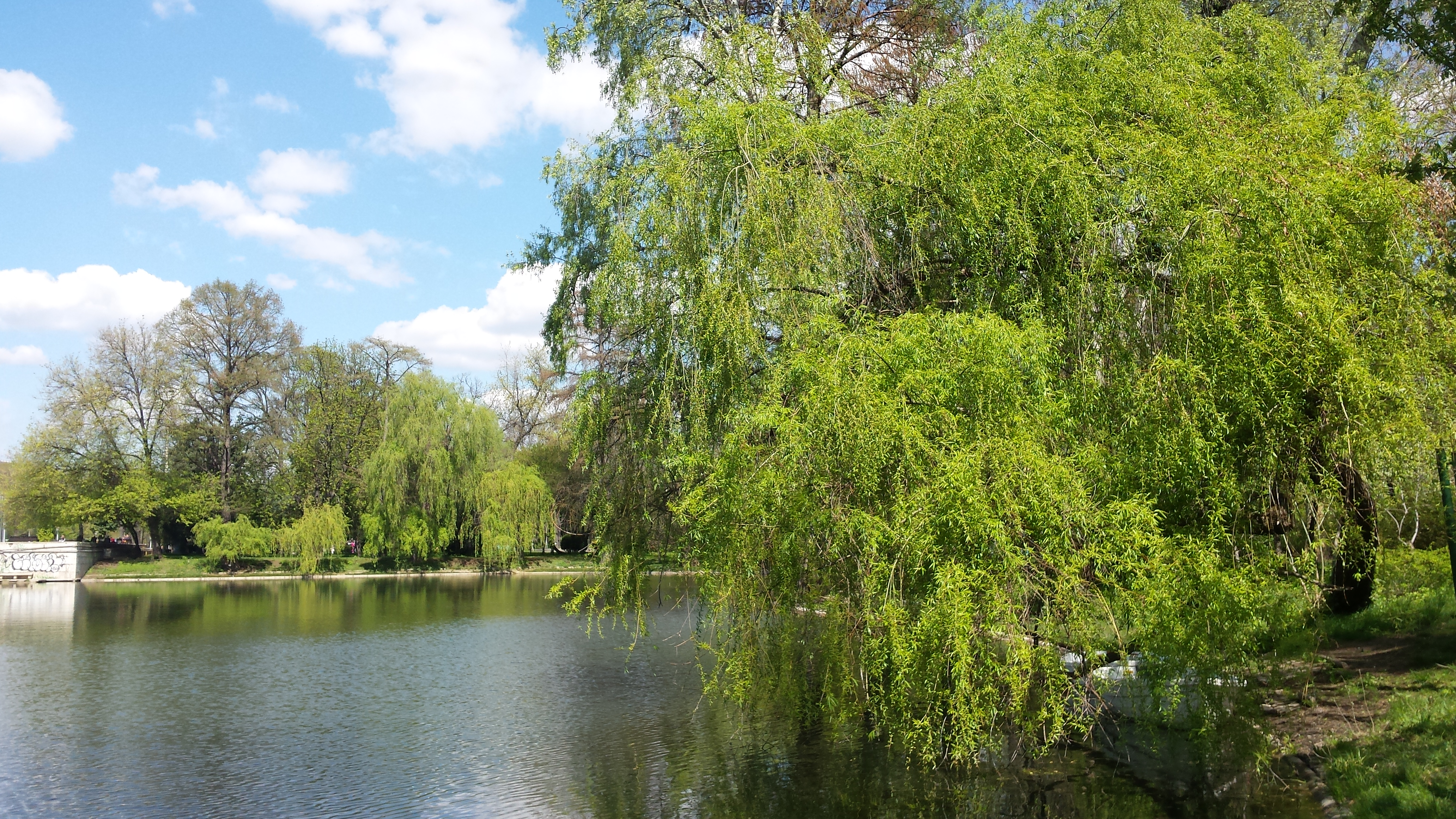
Blick auf den See

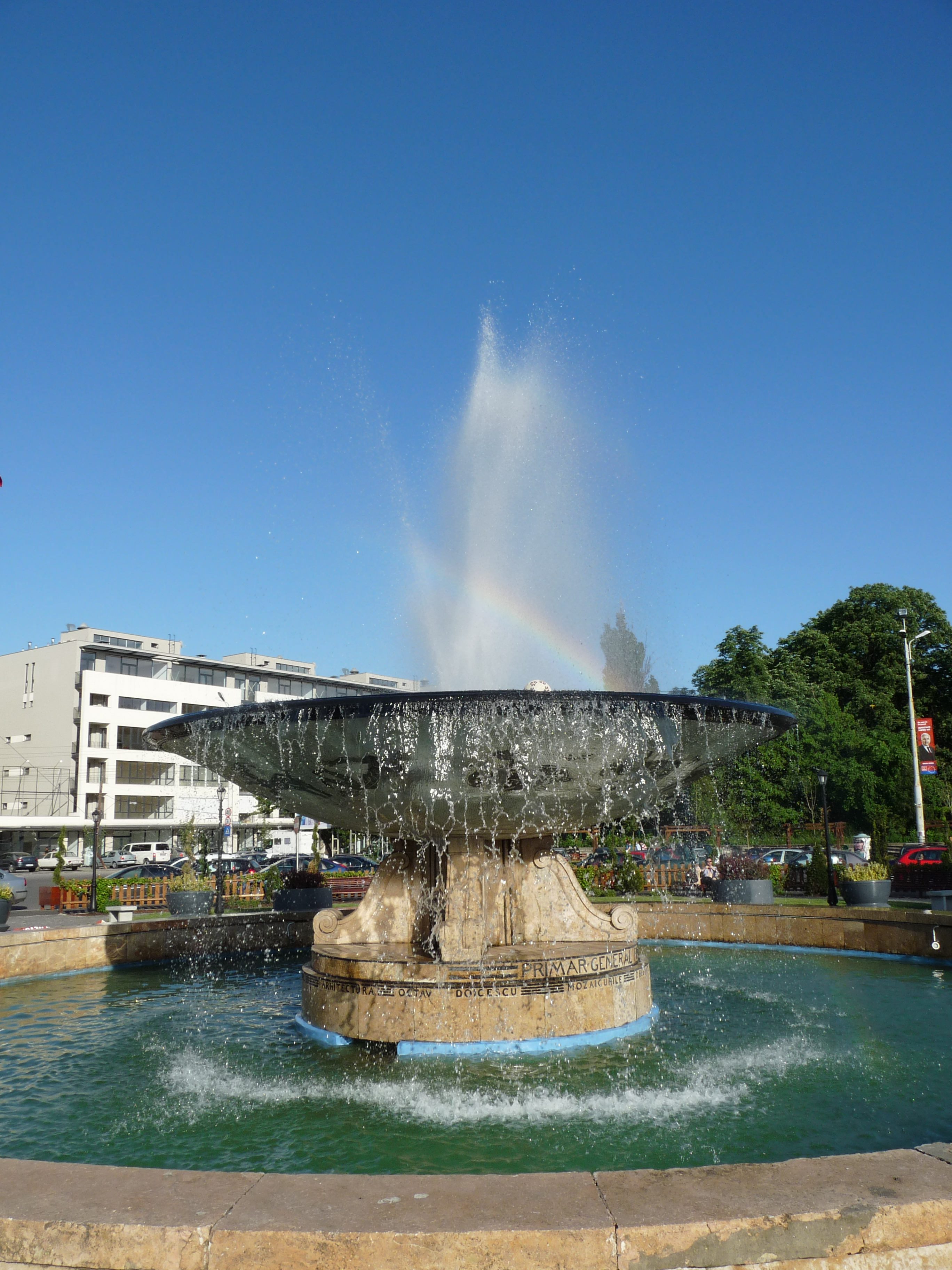
Fântâna Zodiac

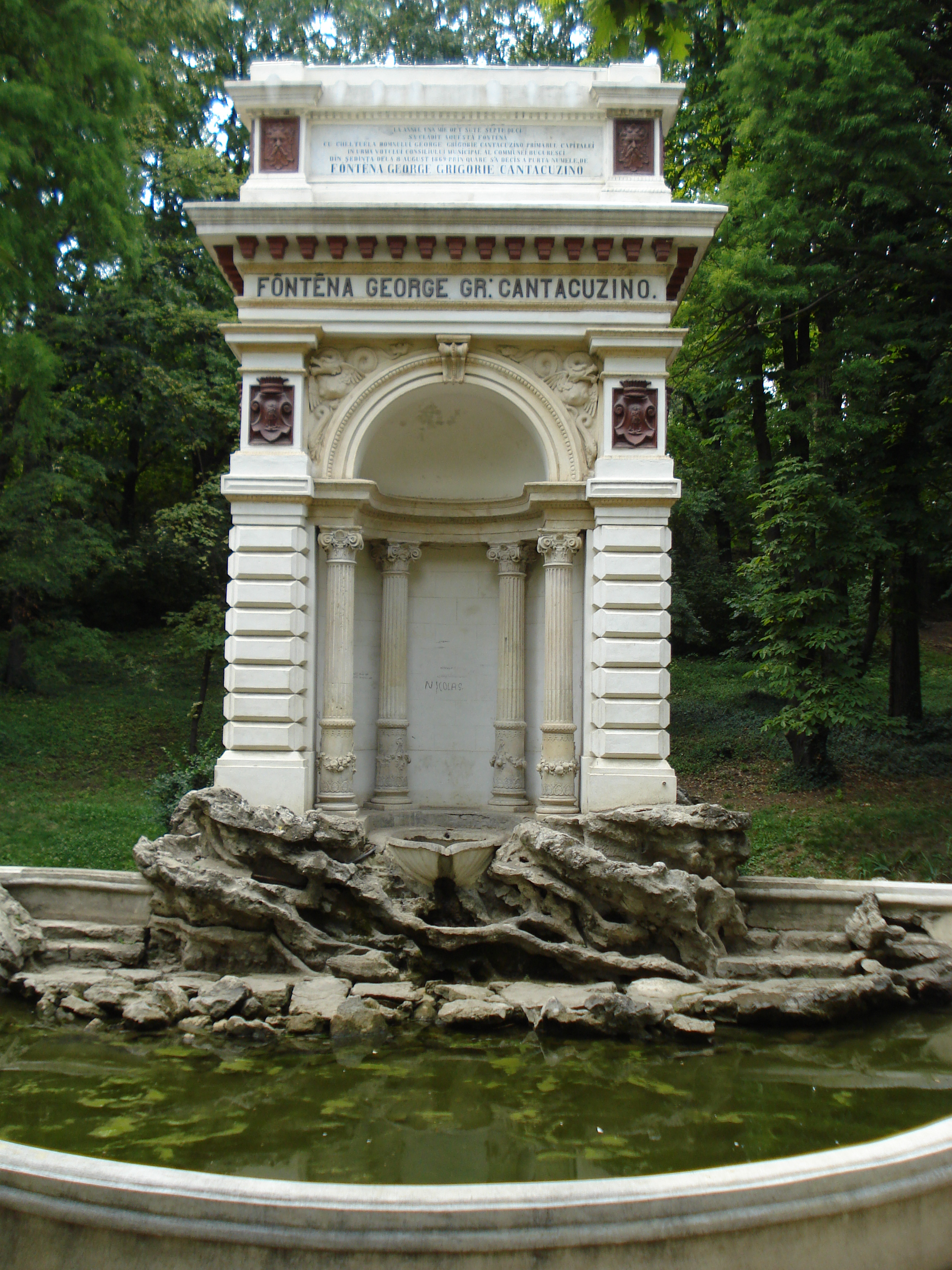
Fântâna Cantacuzino

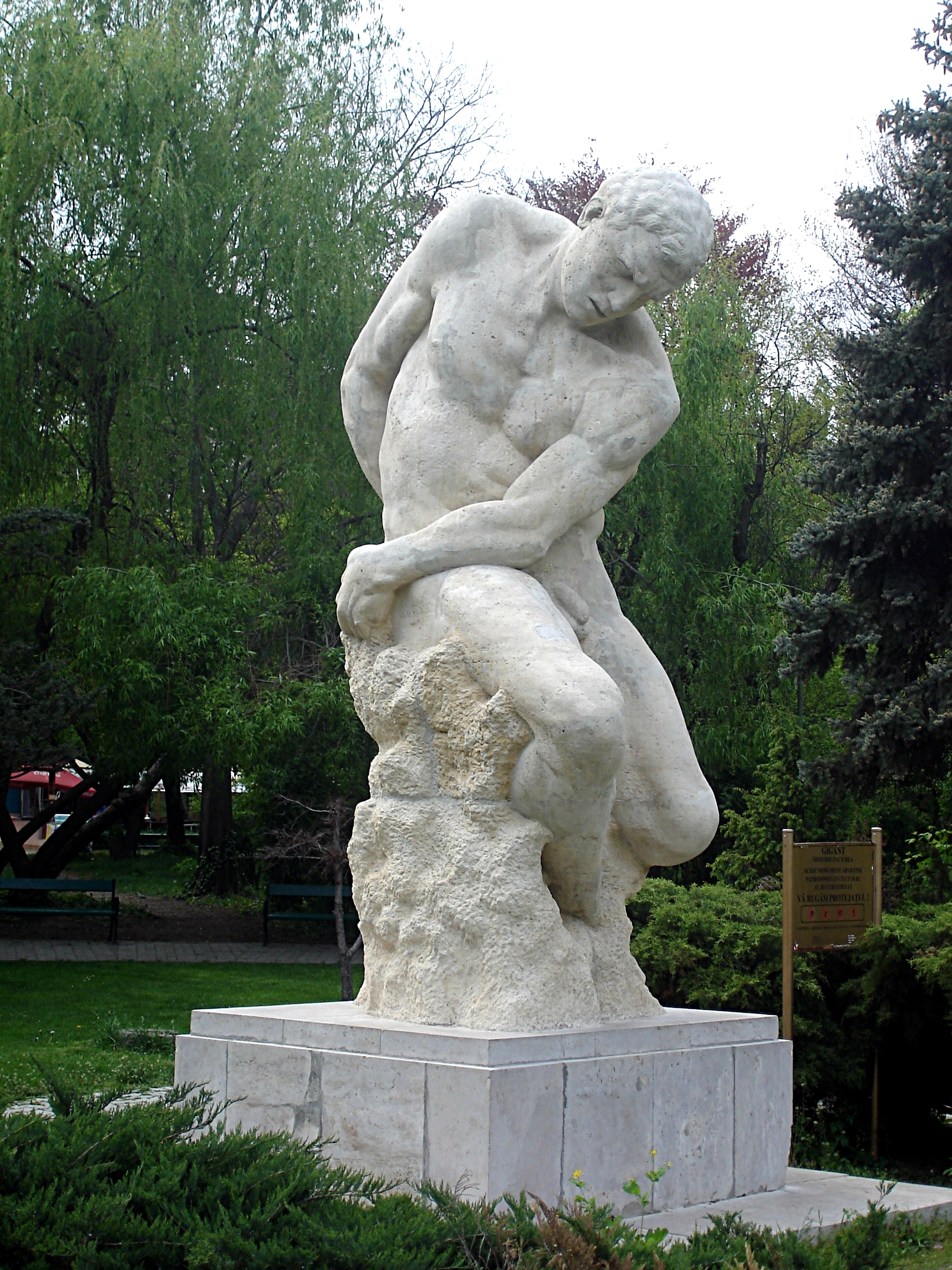
Giganten-Statue

Der  Parcul Carol (Carol-Park, auch Parcul Libertății, Freiheitspark) ist ein Naherholungsgebiet in Bukarest von ca. 36 ha, das von 1900 bis 1906 anlässlich der 40-jährigen Regentschaft des ersten Königs der Rumänen, Carol I. (1881–1914, ein Mitglied der Familie Hohenzollern), vom französischen Landschaftsarchitekten Edouard Redont entworfen und erbaut wurde. Leiter der Baukommission war der Professor Constantin I. Istrati (1850–1918). Dazu gehörte eine Landesausstellung mit typischen Gebäuden aus den verschiedenen Landesteilen und Alleen, einem See und Hügel, die durch romantische Wege miteinander verbunden wurden.
In der kommunistischen Ära nach dem Zweiten Weltkrieg errichteten die Architekten Horia Maicu und Nicolae Cucu hier ein monumentales Denkmal für die Helden des Sozialismus, das als Mausoleum für die Spitzenfunktionäre der kommunistischen Partei und als Wahrzeichen dienen sollte. Vom Parkeingang her wurde eine monumentale Achse mit Treppenabschluss durch die Anlage gebaut und damit ihr Charakter wesentlich verändert. Nach der Rumänischen Revolution wurde das Mausoleum 1991 abgebrochen.

## Bauwerke im Park
- Mausoleul din Parcul Carol
- Fântâna Cantacuzino, 1870 mit drei Skulpturen von Filip Marin, Dimitrie Paciurea und Karl Storck.
- Statuile Giganţii
- Monumentul Eroilor (1962; Horia Maicu und Vasile Cucu)
- Monumentul Eroului Necunoscut (1991)
- Muzeul National Tehnic Prof. ing. Dimitrie Leonida (1909)
- Fântâna Zodiac
- Institutul Astronomic al Academiei Române
- Arenele romane